# 犍度
《犍度》（Khandhaka），集結佛教戒律的匯編書籍，律藏的组成部分。《巴利律藏》中的犍度，是大品（Mahāvagga）和小品（Cūḷavagga）。

## 釋義
犍度原意为“躯干”，引申为汇编而成的篇章，即律中篇章之名，一犍度即一篇或一章，或一品一節之義。
實際則為論律中篇章之名，《犍度》为关于僧团和僧尼戒规的汇编。
在釋迦牟尼般涅槃後，五百阿羅漢舉行了第一次集結。佛入滅百年後七百阿羅漢再舉行第二次集結。在集結中，除了集結出波羅提木叉之外，還有75學處，也被記錄下來，分門別類，形成了犍度。

### 不同譯名
音譯：揵度、建陀、建圖、塞犍陀、塞建圖、娑犍圖、塞建陀、乾度
意譯：蘊、聚、積，藏，結，節、陰、眾、肩、分段

## 概述
《犍度》分为《大品》和《小品》两部分。
《大品》包括十犍度：
- 大犍度：有关出家和受戒的规定。
- 布萨犍度：有关每月望日或朔日说戒忏悔的规定。
- 入雨安居犍度：有关每年雨季比丘安居修行的规定。
- 自恣犍度：有关雨季安居结束时比丘自恣忏悔的规定。
- 皮革犍度：有关穿鞋和使用皮革的规定。
- 药犍度：有关药物和食物的规定。
- 迦絺那衣犍度：有关雨季安居结束后比丘接受迦絺那衣的规定。
- 衣犍度：有关比丘所穿袈裟的规定。
- 瞻波犍度：有关僧团活动合法或非法的规定。
- 拘晱弥犍度：有关比丘分裂和合的规定。

《小品》包括十二犍度：
- 羯摩犍度：有关呵责与处分犯戒比丘的规定。
- 别住犍度：有关比丘接受别住处分的规定。
- 集犍度：有关处分犯僧残罪比丘的规定。
- 灭诤犍度：有关平息比丘纷争（七灭诤）的规定。
- 小犍度：有关比丘日常生活用品的规定。
- 卧坐具犍度：有关房舍和卧坐具的规定。
- 破僧犍度：有关提婆达多反逆事的判定。
- 仪法犍度：有关各类比丘的威仪规定。
- 遮说戒犍度：有关犯戒比丘不参加布萨的规定。
- 比丘尼犍度：有关比丘尼的规定，其中包括八重法和二十四障法等。
- 五百结集犍度：有关佛教第一次结集的事情。
- 七百结集犍度：有关佛教第二次结集的事情。